# Catedral de la Exaltación de la Santa Cruz (Bratislava)
La Catedral de la Exaltación de la Santa Cruz o simplemente Templo de la Exaltación de la Santa Cruz (en eslovaco: Greckokatolícka katedrálny chrám Povýšenia sv. Kríža o Chrám Povýšenia vznešeného a životodarného kríža) es una catedral católica en Bratislava, Eslovaquia. Fue construida en el año 1860 en el borde del cementerio de San Andrés (Ondrejský cintorín). Desde 1972, la iglesia sigue el rito greco católico en plena comunión con Roma. Es la iglesia catedral de la eparquía de Bratislava desde 2008 por decisión del papa Benedicto XVI.
La primera piedra se colocó el 13 de mayo de 1859. La iglesia fue consagrada por el arzobispo de Esztergom, cardenal Johannes Scitovszky ( Ján Scitovsky) el 14 de septiembre de 1860.
Hoy, la liturgia es tanto en lengua eslovaca como en el antiguo eslavo.

## Véase también

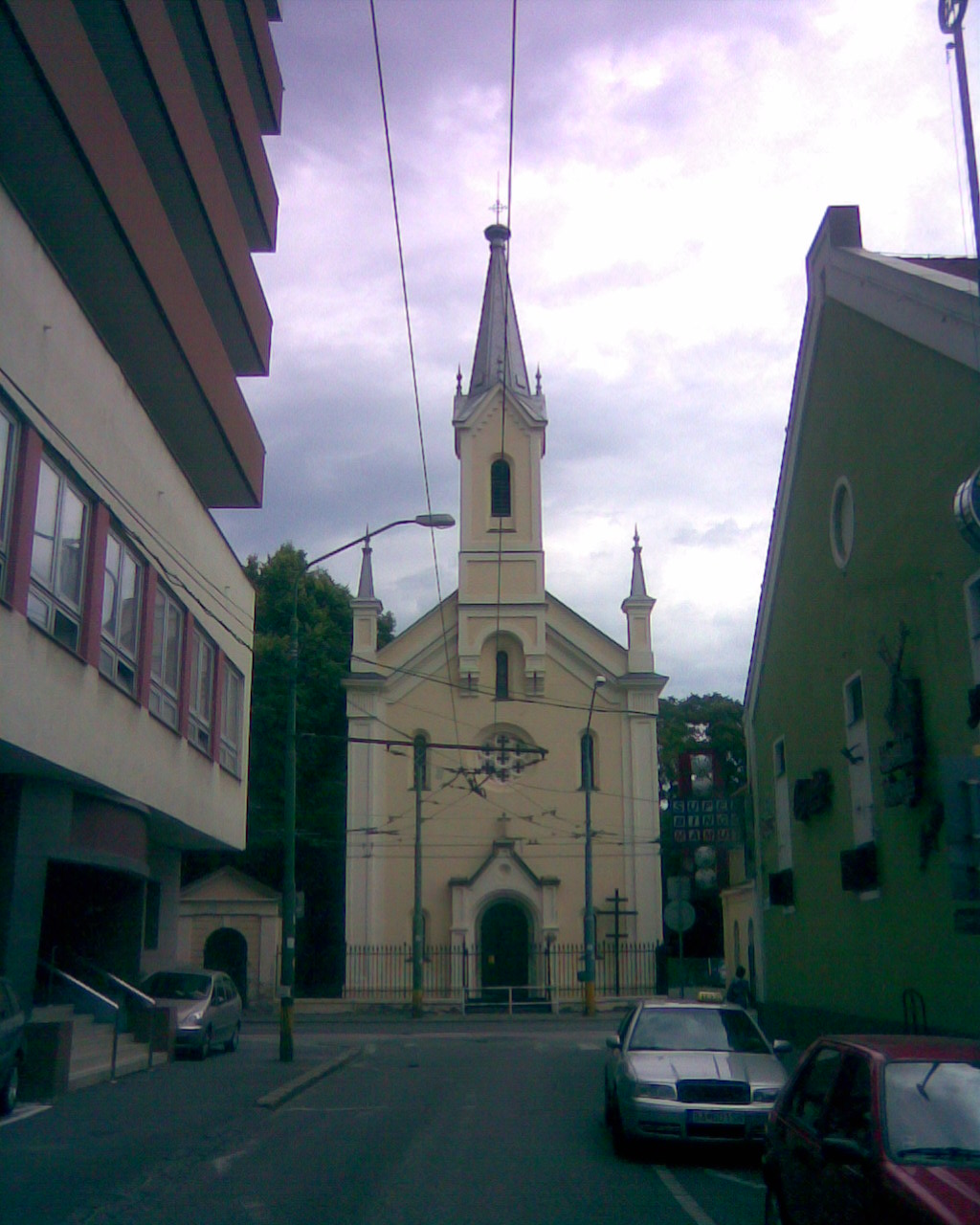
Otra vista de la catedral